# General Elektriks
Ne doit pas être confondu avec General Electric ou General Electric Company.
General Elektriks est un projet musical d'electropop français, inspiré de plusieurs autres styles (comme la funk, la soul ou le jazz), formé par Hervé Salters. Il a été inspiré par de nombreux artistes, notamment Stevie Wonder.

## Biographie
Hervé Salters, de nationalité française et claviériste vintage, jouait des claviers pour divers artistes à Paris (Femi Kuti, Matthieu Chedid, Vercoquin, DJ Mehdi) avant de déménager à San Francisco en 1999,. Il commence à travailler sur ce qui allait devenir General Elektriks alors qu'il déménageait aux États-Unis,,. Une fois en Californie, il s'associe rapidement au collectif Quannum Projects (Blackalicious, Lyrics Born, etc.) et commence à faire des sessions pour eux. Il invite Lateef the Truthspeaker et Chief Xcel, membres de Quannum, sur quelques morceaux, puis réalise le premier album de General Elektriks, Cliquety Kliqk. Il sort donc son premier album en 2003, produit par Chief Xcel de Blackalicious et avec une apparition de Lateef the Truth Speaker. Cliquety Kliqk a été enregistré sur l'ordinateur portable de Salters entre 2000 et 2003,. Salters continuera à collaborer avec Blackalicious, apparaissant sur leur album The Craft. Il commencera à travailler avec le groupe de Quannum Honeycut, et sortira un deuxième album studio, Good City for Dreamers, en 2009. Depuis cette même année, le français Jessie Chaton accompagne à la basse General Elektriks en tournées. L'album Parker Street sort en 2011.
General Elektriks a sorti le long-métrage To Be a Stranger et un album live, Punk Funk City, en 2016, et le long-métrage Carry No Ghosts en 2018. Toujours en 2018, il se produit au Nice Jazz Festival.
En 2021 sort l'album Party Like A Human, dont le style est qualifié de funk et soul. Il a été conçu à Berlin.

## Membres

### Membres actuels
- Hervé Salters - claviers, chant
- Jessie Chaton

### Membres live
- Jessie Chaton - basse, clavier basse
- Toma Milteau - MPC, batterie
- Guillaume Lantonnet - batterie, vibraphone, percussions
- Éric Starczan - guitare électrique

### Anciens membres
- Jordan Dalrymple - MPC, batterie
- Touski - batterie, vibraphone